# Distretto di Na Tan
Il distretto di Na Tan (in thailandese: นาตาล) è un distretto (amphoe) della Thailandia, situato nella provincia di Ubon Ratchathani.